# Aneta Larysa Knap
Aneta Larysa Knap (ur. 1984 w Limanowej) – polska projektantka mody, góralka. Organizatorka największego w Polsce pokazu mody folkowej Polki Folki, a także twórczyni marki Folk Design.

## Wykształcenie
Urodziła się w 1984 r. w Limanowej. Skończyła liceum profilowane (krawiectwo) w Zespole Szkół nr 1 w Nowym Targu, a następnie rozpoczęła studia w Szkole Artystycznego Projektowania Ubioru w Krakowie. W 2006 obroniła dyplom i otrzymała tytuł projektanta mody.

## Kariera
Od 2010 prowadzi działalność pod firmą Folk Design w Nowym Targu. Jest prekursorką łączenia tradycji z nowoczesnością w branży odzieżowej. Zajmuje się tworzeniem nowatorskiego stylu, bazującego na dotychczasowych kanonach emblematów góralskiego folkloru, poprzez próbę scalenia w jedno codzienności i funkcjonalności z charakterem regionu Podhala. Jako projektantka mody stworzyła wiele niepowtarzalnych kreacji, które powędrowały w świat. Jedną z nich jest zielona etola wykonana z ekologicznego futra ozdobiona góralskim haftem, a następnie przekazana w prezencie ślubnym Meghan Markle. Kolejnym osiągnięciem projektantki będzie udział w tegorocznej edycji największych targów na świecie w ramach Expo w Dubaju.

## Życie prywatne
Od dziecka mieszka w Nowym Targu. Jest wegetarianką i stara się wprowadzać ideę eko do swoich projektów.

## Kolekcje Anety Larysy Knap
Jej ubrania inspirowane góralszczyzną z założenia mają być kobiece – podkreślające sylwetkę, styl, osobowość. Zorganizowała dziesięć edycji największego pokazu mody folk w Polsce (ostatnia ze względu na pandemię odbyła się online). Jej projekty pokazywane były m.in. na Dominikanie, w USA, Holandii, Niemczech, w Turcji, Indonezji, Malezji, Mediolanie, w Cannes podczas 65. festiwalu filmowego, a także w Pekinie i Szanghaju przy współpracy z międzynarodową organizacją ACTAsia’s Cruelty (Fur) Free Fashion Show. Brała też udział w ekologicznych pokazach mody za granicą. Kolejnym sukcesem projektantki jest udział w edycji największych targów na świecie – Expo w Dubaju 2021.

## Nagrody i wyróżnienia
Jest laureatką wielu nagród, m.in.:
- medal Polonia Minor od Urzędu Marszałkowskiego Województwa Małopolskiego w 2016 za promowanie kultury i tradycji Małopolski,
- nagrodę specjalną Koalicji Marek Ziem Górskich w 2018,
- nagrodę specjalną Złota Łódka Akademii Sztuk Pięknych w Łodzi w 2018,
- statuetkę Folk & Design Night (Kraków 2018),
- statuetkę Sukces Roku za kolekcję Gold, którą pokazała na gali Amber Look w Gdańsku w 2019, a także
- statuetkę Twórca Polskiego Rynku Dóbr Luksusowych roku 2019, którą odebrała w Janowie Podlaskim.

W 2021 – otrzymała nominację od Fundacji Międzynarodowy Instytut Polityki i Strategii Ekologicznej na lidera projektu w zakresie mody i modelingu